# Paul W. Oman
Paul Wilson Oman, född den 22 februari 1908 i Garnett, Kansas, död den 4 april 1996 i Corvallis, Oregon, var en amerikansk entomolog specialiserad på dvärgstritar.
Han bidrog med över 200 000 insekter till The Oregon State Arthropod Collection, där han var kurator mellan 1967 och 1971. 
Auktorsnamnet Oman kan användas för Paul W. Oman i samband med ett vetenskapligt namn inom zoologin; se Wikipedia-artiklar som länkar till auktorsnamnet.